# Metacirolana monodi
Metacirolana monodi là một loài chân đều trong họ Cirolanidae. Loài này được Jones miêu tả khoa học năm 1976.